# Grande modération
 (novembre 2022).
La grande modération est une période de l'histoire économique de l'Occident qui, du milieu des années 1980 jusqu'à la crise financière mondiale de 2007-2008, voit à la fois l'inflation chuter, les taux d'intérêt demeurer faible, et la volatilité du cycle des affaires se réduire.

## Historique
L'expression de « grande modération » est utilisée pour la première fois par James Stock et Mark Watson en 2002 afin de rendre compte de ce que les années 1990 ont été marquées par une réduction de la volatilité du cycle des affaires, et donc une relative stabilité macroéconomique. Le sens de l'expression est cimenté par le président de la Réserve fédérale, Ben Bernanke qui, dans un discours de 2004 intitulé « La grande modération »,.

## Concept
La grande modération est une période de l'histoire économique contemporaine qui commence vers le milieu des années 1980 et s'achève lors de la crise financière mondiale de 2007-2008. Durant cette période, les grands indicateurs macroéconomiques (croissance économique, inflation, taux d'intérêt, taux de chômage, etc.) demeurent stables, ou plus stables que durant les phases économiques précédentes. Ainsi, la volatilité macroéconomique et l'incertitude baissent dans les grandes économies avancées.
Trois explications sont souvent avancées pour expliquer cette phase de relative stabilité. La première est celle du changement structurel, à savoir que les institutions économiques, mais aussi les vagues d'innovation technologique, et d'autres caractéristiques structurelles des économies occidentales, ont permis une plus grande stabilité macroéconomique. La deuxième est celle d'une meilleure performance des politiques conjoncturelles, et notamment de la politique monétaire : une faible inflation implique souvent une volatilité de la production faible. La troisième explication est celle de la chance : la grande modération aurait été rendue possible par la faiblesse et la rareté de chocs majeurs qui ont frappé l'Occident.

## Explications

### Changements structurels
La première explication mise en avant par la Réserve fédérale des États-Unis est celle d'une modification des structures de l'économie. Cette nouvelle structure partagée aurait eu pour effet de stabiliser l'économie au niveau macroéconomique. Selon Ben Bernanke, « les institutions économiques, la technologie, les pratiques commerciales, ou d'autres caractéristiques structurelles de l'économie ont amélioré la capacité du système économique à absorber les chocs ».
Par exemple, l'amélioration dans la gestion des inventaires des entreprises grâce à l'informatique a réduit l'ampleur des fluctuations des stocks d'inventaires, alors que par le passé cette gestion des inventaires était l'une des responsables des cycles des affaires. Cette thèse est soutenue par plusieurs publications (McConnell et Perez-Quiros, 2000 ; Kahn, McConnell et Perez-Quiros, 2002). Aussi, l'accroissement de la sophistication des marchés financiers, la dérégulation économique, la désindustrialisation et la libéralisation des échanges internationaux auraient joué un rôle.

### Meilleures politiques conjoncturelles
Ben Bernanke soutient que l'une des raisons potentielles de la Grande modération est l'amélioration des politiques conjoncturelles. L'idée sous-jacente est que les progrès de la recherche académique en économie, notamment dans les années 1970, 1980 et 1990, auraient permis d'affiner la boîte à outils des décideurs publics et ainsi d'améliorer les performances des politiques économique en général. Kenneth Rogoff soutient toutefois dans un article en 2003 que l'efficacité de la politique monétaire ne saurait expliquer l'intégralité de la modération de la volatilité et de la stabilité de la croissance, car d'autres facteurs (la globalisation, le progrès technique) doivent être pris en compte.
Dès la fin des années 1980, l'inflation se stabilise en Occident ; or, la volatilité de l'inflation est fortement corrélée à une volatilité du PIB, comme le montrent Blanchard et Simon dans un papier de 2001.

### Chance et aléa
La troisième explication mise en avant par la Réserve fédérale est celle du hasard. Les chocs qui ont frappé les économies occidentales ont été plus rares, et plus faibles dans leur ampleur. Plusieurs études passent en revue la fréquence des chocs et concluent à la solidité de cette explication (Ahmed, Levin et Wilson, 2002, et Stock et Watson, 2003).